# Bombardeos en la Campiña de Damasco de mayo de 2013
Los Bombardeos en la Campiña de Damasco de mayo de 2013 fueron una serie de ataques aéreos llevados a cabo en territorio sirio, los días 3 y 5 de mayo de 2013, en el marco de la guerra civil siria. Los ataques del 3 de mayo tuvieron como blanco el Aeropuerto Internacional de Damasco, mientras que los del día 5 fueron en las zonas de Jamraya, Al-Dimas y Maysalun, en la campiña de Damasco. Si bien Israel no confirmó ni negó la autoría de los ataques, el antiguo director del Mossad, Danny Yatom, así como el exfuncionario Tzachi Hanegbi, asumieron el rol del país hebreo en los mismos.

## Desarrollo
En la madrugada del 3 de mayo, varias aeronaves atacaron un depósito situado en el Aeropuerto Internacional de Damasco que contenía misiles tierra-tierra, provenientes de Irán, y cuyo presunto destino habría sido el grupo chií libanés Hezbolá, que combatía junto al bando leal. Se creyó que el depósito estaba controlado por miembros de Hezbolá y la Fuerza Quds iraní. Un funcionario estadounidense afirmó que eran misiles Fateh-110, mientras que dos analistas de defensa israelíes señalaron que también habían Scud D. Las imágenes satelitales mostraron que dos instalaciones en lados opuestos del aeropuerto fueron destruidas.
Dos días después, se dio una segunda oleada de ataques aéreos sobre Siria. SANA, la agencia de noticias estatal, afirmó que éstos se habían producido en tres lugares: al noreste de Jamraya, la base aérea de Al-Dimas, y la región de Maysalun, en la frontera con Líbano. El gobierno sirio sugirió que en esta ocasión se habrían utilizado cohetes.

## Blancos
En fotografías publicadas por SANA y un video de Al-Manar —una televisora libanesa afiliada a Hezbolá— se pudieron apreciar edificios destruidos al oeste del monte Qasioun, en Al-Hamah, en lo que parecía ser una granja de pollos. Un análisis de Storyful determinó que el sitio estaba a 1.5 km del Centro de Estudios e Investigación Científica (SSRC) en Jamraya, en donde otro ataque aéreo había destruido una caravana en el estacionamiento, y que allí se había producido la mayor de las explosiones esa noche. Sin embargo, tanto Al-Manar como Storyful negaron que las instalaciones del SSRC hubieran sido bombardeadas.
Funcionarios sirios afirmaron que un aeródromo de parapente en Al-Dimas también fue atacado. Las grabaciones de Al-Manar mostraron el incendio de un depósito de municiones en la zona.
El Observatorio Sirio para los Derechos Humanos, con base en Londres, dijo que 42 soldados fueron muertos en los ataques y otros cien estaban desaparecidos. Otras fuentes opositoras arrojaron una cifra de 300 muertos. Un doctor en el hospital militar de Tishrin, al norte de Damasco, dijo que cien soldados habían muerto en los bombardeos.

## Reacciones

### Estados soberanos
- Egipto — El Presidente Mohamed Morsi señaló a Israel que atacar a otros países «aumenta las complejidades».[14]
- Estados Unidos — El Presidente Barack Obama no hizo mención al bombardeo, sino que afirmó: «Los israelíes, justificadamente, tienen que mantenerse en guardia ante la transferencia de armas a grupos terroristas como Hezbolá».[15]
- Irán — el ministro de Relaciones Exteriores, Ali Akbar Salehi, advirtió sobre las consecuencias impredecibles que supondría la caída del gobierno de al-Assad.[16]
- Israel — El político Tzachi Hanegbi insistió en que toda acción iba dirigida a Hezbolá y no al gobierno sirio, sin admitir explícitamente que Israel había llevado a cabo los bombardeos.[2]
- Líbano — El Presidente Michel Suleiman argumentó que disparar contra otros Estado soberanos iba en contra de las leyes internacionales.[8][17]
- Reino Unido — el secretario de Estado de Asuntos Exteriores, William Hague, comentó: «Todos los países deben cuidar de su seguridad nacional, por supuesto, y pueden tomar medidas para poteger su propia seguridad nacional.».[18]
- Rusia — El Kremlin expresó su «profunda procupación» por las acciones y advirtió en contra de crear un circo mediático antisirio.[19]
- Siria — El 7 de mayo, el presidente Bashar al-Assad calificó los ataques aéreos como «un acto de terrorismo»,[16] añadiendo que los mismos «revelaron en alcance» de israelí y occidental en la guerra civil que asola a su país. El mandatario también aseveró que su ejército estaba en condiciones de enfrentarse a Israel.
- Turquía — El primer ministro Recep Tayyip Erdoğan comentó que atacar a otros países era «inaceptable».[3]

### Organismos supranacionales
- Organización de las Naciones Unidas — El secretario general, Ban Ki-Moon, mostró «gran preocupación» por los ataques aéreos y pidió moderación para evitar una escalada en la guerra civil siria.[20]